# 1358
Cette page concerne l'année 1358  du calendrier julien. Pour l'année 1358 av. J.-C., voir 1358 av. J.-C.
L'année 1358 est une année commune qui commence un lundi.

## Événements
- 2 février[1] : en Inde, Muhammad Shah Bahmani succède à son père Hasan Zafar Khan sur le trône des Bahmani.
- 30 novembre[2] : à la mort d’Abu Inan Faris, l’anarchie s’installe dans le royaume mérinide et favorise les progrès des Espagnols, des Portugais et des Arabes. Début du « règne des vizirs » (1358-1361).

### Europe
- Janvier : premier traité de Londres concernant la libération du roi de France signé entre Jean II et Édouard III[3].
- 20 janvier : l'assemblée générale de la Hanse tenue à Lubeck décide le boycott du commerce avec les Flandres (fin le 24 août 1360[4]. La ville de Lubeck devient le quartier général de la Ligue hanséatique.
- 18 février[5] : scellant la défaite des Vénitiens face au roi de Hongrie-Croatie, Louis d'Anjou, la paix de Zara marque la réunification de la Dalmatie à la couronne croate au sein du royaume commun. À la suite d'un accord signé à Visegrád le 27 juin suivant, la république de Raguse (l'actuelle Dubrovnik) sort de la mouvance de Venise et reconnait la suzeraineté hungaro-croate, dont la tutelle sera très théorique[6]. Elle se lance sur les marchés orientaux.
- 22 février : journée révolutionnaire pour réaliser les réformes proposées aux États généraux[7]. Les émeutiers parisiens, sous la conduite d'Étienne Marcel, le prévôt des marchands, pénètrent dans la chambre du dauphin Charles, futur Charles V, qui gère le royaume en l'absence de son père, Jean II le Bon, captif en Angleterre. Les conseillers du prince, Jean de Conflans et Robert de Clermont, sont égorgés sous ses yeux dans la galerie du palais royal (La Conciergerie et l'actuel palais de Justice). Quatre bourgeois sont nommés au conseil sur l'ordre d'Étienne Marcel. Charles s’enfuit à la fin mars, réunit une armée et bloque la ville.
- 6 avril : le pape Innocent VI approuve la création d'un monastère double de Frères Mineurs avec 12 frères et de Clarisses avec 12 sœurs à Český Krumlov en Bohême ; il est consacré le 13 mai.
- 4 mai : réunion des États généraux à Compiègne[8].
- 22 mai : par lettres données à Meaux, le Dauphin Charles le Sage, nomme le maréchal de France Jean Ier Le Meingre, dit Boucicaut lieutenant-général du Poitou, de Touraine, de Saintonge conjointement avec Guillaume VII, sire de Parthenay[9].
- 28 mai : début de la Grande Jacquerie[7] dans le Beauvaisis et dans la Brie provoquée par un incident entre quelques paysans et soldats à Saint-Leu-d'Esserent, près de Creil. Elle tourne à l’avantage des paysans et s’étend rapidement. Les paysans pillent et incendient plusieurs châteaux, massacrant les habitants. Soutenus dans certaines contrées par les bourgeois, les jacques qui se sont donné pour chef un ancien soldat, Guillaume Carle (ou Karl), font aussi alliance avec ceux de Paris où Etienne Marcel mène l’insurrection. Les Parisiens, dont le soutien est épisodique, subissent un sérieux revers à Meaux.
- 9 juin : les chevaliers, conduits par Charles le Mauvais, écrasent l'armée des jacques mal équipée et mal commandée, à la bataille de Mello près de Clermont-en-Beauvaisis[7], tuant environ 7 000 paysans et matant la révolte. Guillaume Carle est tué. Des représailles féroces sont exercées sur la paysannerie dans la période qui suit : selon certaines sources, près de 20 000 insurgés sont exécutés en deux semaines.
- 20 juillet, Saint Empire : à la mort d’Albert le Sage, ses fils sont déclarés corégents des biens des Habsbourg[10]. L’aîné, Rodolphe IV le Fondateur, duc d’Autriche et de Styrie (fin en 1365), âgé de 19 ans, assure le gouvernement. Il promulgue le Privilegium Maius (faux attribué à Frédéric Barberousse) pour assurer l’indépendance de l’Autriche[11].
- 31 juillet : Étienne Marcel, compromis par son alliance avec Charles le Mauvais, est assassiné par Jean Maillard, partisan du dauphin. Deux jours plus tard, le Dauphin entre triomphalement dans Paris[7].
- 2 août : le Dauphin entre triomphalement à Paris.
- Novembre : inondations catastrophiques du Rhône[12].

- Un moine, l'historiographe chroniqueur Richard Lescot, redécouvre la loi salique : elle est utilisée a posteriori pour justifier la légitimité des Valois[13].
- Les marchands saxons de Kronstadt (Brașov, en Transylvanie) obtiennent des privilèges de libre circulation sur les routes menant au bas Danube et à la mer Noire à travers la Valachie[14].